# Freedom House
Freedom House es una organización no gubernamental con sede en Washington D. C. y con oficinas en cerca de una docena de países. Conduce investigaciones y promociona la democracia, la libertad política y los derechos humanos. Se describe como «una voz clara para la democracia y libertad por el mundo».
Desde 1972, la organización mide el estado de los derechos políticos y libertades civiles en todos los países del mundo, incluyendo los 35 países de América, a través de su publicación anual Freedom in the World («Libertad en el Mundo»), así como el estado de la libertad de prensa a través de Freedom of the Press («Libertad de Prensa»). Adicionalmente, Freedom House publicó entre 2004 y 2012 estudios de gobernabilidad democrática sobre sesenta países llamado Countries at the Crossroads («Países en la Encrucijada») que incluía quince países hispanoamericanos.
La principal vía de financiación de los programas de Freedom House se presenta en forma de donaciones de la USAID y del Departamento de Estado de EE.UU. En la actualidad, el 80% de los fondos que utiliza Freedom House para sus actividades provienen del gobierno de Estados Unidos.

## Historia
Freedom House fue fundada en octubre de 1941. Algunos de sus miembros fundadores fueron George Field, Dorothy Thompson, Wendell Willkie, Herbert Agar, Herbert Bayard Swope, Ralph Bunche, Father George B. Ford, Roscoe Drummond y Rex Stout. George Field (1904–2006) fue el presidente ejecutivo de la organización hasta su retirada en 1967.
Según su página web, Freedom House "nació de la fusión de dos grupos que habían sido formados por la serena valentía de Franklin Delano Roosevelt, con la finalidad de fomentar el apoyo popular de la participación norteamericana en la Segunda Guerra Mundial en un momento de auge del sentimiento aislacionista entre la población estadounidense."  Durante la Segunda Guerra Mundial Freedom House patrocinó el programa de radio semanal "Our Secret Weapon" (1942–1943), emitido por la CBS con la finalidad de contrarrestar la propaganda de las potencias del Eje. El escritor Rex Stout, presidente de la Writers' War Board (WWB) y delegado de Freedom House, solía refutar las "mentiras más divertidas de la semana". La idea de la contrapropaganda fue de Sue Taylor White de Freedom House; su marido, Paul White, el primero de los directores de CBS News, produjo y dirigió el programa de radio. Freedom House apoyó el Plan Marshall y la constitución de la OTAN. 
Noam Chomsky y Edward S. Herman han criticado a la organización por criticar excesivamente a los estados que se oponen a los intereses de los EE. UU. Y simpatizar indebidamente con los regímenes que apoyan los intereses estadounidenses.  Por ejemplo, Freedom House describió las elecciones generales de Rodesia de 1979 como "equitativas"y encontró que las elecciones de El Salvador en 1982 eran "admirables" a pesar de las documentadas irregularidades en las mismas. En mayo de 2001, el Comité de Organizaciones No Gubernamentales de las Naciones Unidas escuchó los argumentos a favor y en contra de Freedom House. Representantes de Cuba dijeron que la organización es un instrumento de política exterior de Estados Unidos vinculado a la CIA y "presentaron pruebas de las actividades intervencionistas de motivación política que la ONG (Freedom House) llevó a cabo contra el país". También ha sido criticada porque sus informes anuales no se criticaban y omiten deliberadamente las violaciones de los derechos humanos de los EE. UU. Asimismo, se ha criticado el supuesto sesgo ideológico de sus índices Para Guillermo Navarro, especialista en libertad de prensa quien ha dedicado gran parte de su trayectoria profesional  a la  consultoría  y que llegó a ocupar el nivel cinco de asesor técnico en la ONU, el informe de Freedom House  no es una valoración imparcial, sino que responde al criterio geopolítico de los Estados Unidos. “No hay que darle importancia al informe porque tienen sesgo ideológico y político. Están financiados, directa e indirectamente, por el Gobierno estadounidense”. Al mismo tiempo ha sido criticada por reprender, con un supuesto rigor técnico, las legislaciones que han avanzado en desmonopolizar el ámbito de las comunicaciones para favorecer a grandes empresas de medios.
La Freedom House fue fundada en 1941 para promover dentro de la opinión pública estadounidense la aceptación de que el país entrara en la guerra. Después de la guerra, Freedom House ajustó sus actividades hacia la lucha en contra del comunismo, uniéndose al aparato de inteligencia y desestabilización de Washington durante la Guerra Fría. En los años 1970, Freedom House entregaba recursos a medios que repetían la agenda política e ideológica de Washington, como Radio Free Europe/Radio Liberty, y en los 1980 estuvo involucrada en la guerra psicológica que desarrollaba Washington y sus aliados en Centroamérica junto a la recién creada Nacional Endowment for Democracy (NED).
Freedom House se convirtió en una de las piezas claves de los golpes “suaves” en Europa Oriental y el Cáucaso, participando activamente en el financiamiento y la promoción internacional de las organizaciones involucradas junto a la NED, la USAID,el Cato Institute, el Open Society Institute y el Project for Transitional Democracy.
En 2006, el Financial Times informó que Freedom House recibió fondos del Departamento de Estado para 'actividades clandestinas' dentro de Irán .El 7 de diciembre de 2004, el exrepresentante de la Cámara de EE. UU. y político libertario Ron Paul criticó a Freedom House por administrar un programa financiado por los EE. UU. en Ucrania, donde "gran parte de ese dinero fue destinado a ayudar a un candidato en particular". El gobierno de los Estados Unidos, a través de la Agencia de los Estados Unidos para el Desarrollo Internacional (USAID), otorgó millones de dólares a la Iniciativa de Cooperación Polonia-América-Ucrania (PAUCI), administrada por Freedom House enviando millonarios fondos a numerosas organizaciones no gubernamentales ucranianas (ONG) para la candidatura de Viktor Yushchenko. Freedom House ha sido descrita como una organización gubernamental dirigida indirectamente por la central estadounidense de inteligencia (CIA). Su misión en Latinoamérica es asesorar y financiar a la oposición de los países con gobiernos progresistas, especialmente en las últimas dos décadas. A través de informes autopublicitados como “imparciales”, con una máscara en la supuesta defensa de “la democracia”, la fundación llevaría a cabo estrategias de guerra psicológica con el único de fin de derrocar gobiernos constitucionales opuestos a EE. UU.
Recientemente, Freedom House ha apoyado a ciudadanos implicados en desafíos contra los regímenes existentes en Serbia, Ucrania, Kirguizistán, Egipto y Túnez, entre otros. La organización afirma: "Desde Sudáfrica hasta Jordania, desde Kirguizistán a Indonesia, Freedom House ha colaborado con activistas regionales así como asistido a aquellos que han luchado para promover los derechos humanos en desafío contra su entorno político"

## Organización
Freedom House es una organización no gubernamental con sede en Washington D. C. Tiene oficinas en cerca de una docena de países.
Freedom House advierte que su consejo directivo es compuesta de "líderes empresariales y laborales, ex funcionarios superiores del gobierno, académicos, escritores, y periodistas." Todos los miembros del consejo directive son residentes actuales de los Estados Unidos. Freedom House no se identifica con el Partido Republicano ni el Partido Democrático de los Estados Unidos. El consejo directivo está actualmente presidido por William H. Taft IV. Taft asumió la presidencia del consejo directivo en enero de 2009, sucediendo Peter Ackerman.

## Informes

### Libertad en el mundo

Mapa de la libertad 2018: refleja la visión de Freedom House sobre la democracia en todos los países del mundo
Libre
Parcialmente libre
Sin libertad

La principal publicación de Freedom House es el informe de libertad en el mundo, que compara estándares de derechos políticos y libertades civiles en todos los países del mundo. Publicado anualmente desde 1972, este estudio contiene puntuaciones y comentarios sobre el estado de la democracia en 193 naciones y 15 territorios.
El método seguido en las puntuaciones es otorgar un número entre el 1 (más libre) y el 7 (menos libre) en diferentes categorías. Una vez obtenidos los datos, se realiza una media: si esta se encuentra entre 1 y 2.5, el país recibe la calificación de "'libre'", de 3 a 5, es "'parcialmente libre'", y de 5.5 a 7 el país o territorio es considerado "'no libre'".

## Actividades polémicas
Entre las polémicas por parte de la Freedom House que sustentan lo anterior están:
- Envió observadores internacionales a las elecciones celebradas en Rodesia por Ian Smith en 1979 que consideraron «imparciales», pero este gobierno no fue reconocido por la ONU. Cuando se celebraron unas nuevas elecciones en 1980 bajo supervisión británica ganadas por Robert Mugabe, esta vez sí reconocidas por la ONU, la Freedom House las consideró dudosas.
- En 1982 los observadores de Freedom House encontraron «admirables» las elecciones del régimen clientelar  de El Salvador, aun cuando existen numerosas evidencias de la violación de los derechos humanos en ese país durante ese período.[13]
- En 1982 cuando la administración de Ronald Reagan tenía problemas para contener las informaciones de los medios sobre asesinatos de civiles por parte del ejército salvadoreño, la Freedom House denunció el «desequilibrio» de las informaciones sobre El Salvador, para proteger al gobierno estadounidense de las críticas por su apoyo al régimen salvadoreño. Además la Freedom House tomó parte en la campaña en favor del partido de extrema derecha ARENA, que participó en la liga anticomunista y tiene responsabilidades claras en masacres en El Salvador[14] y en el asesinato del obispo Óscar Arnulfo Romero.[15][16]
- En el año 2016, Héctor Magnetto, director ejecutivo del Grupo Clarín, recibió el premio a la "Libertad de Expresión" que otorga Freedom House, la organización destacó el rol que tuvieron Magnetto y Clarín en la defensa de la libertad de prensa durante los gobiernos de Néstor y Cristina Kirchner.[17]

## Financiación
Freedom House recibe la mayor parte, aproximadamente un 80 % de su financiación del gobierno de los Estados Unidos, por medio de la USAID, y el State Department. La organización obtiene fondos del gobierno de los Estados Unidos como parte de un proceso competitivo. Freedom House también recibe financiación de la Fundación Bradley, la Fundación Smith Richardson, el el Department of Human rights and Peacebuilding del Gobierno holandés, la Australian Agency for International Development, la Fundación Nicholas B. Ottaway, la Fundación MacArthur, la Fundación John S. and James L. Knight, la Fundación John Hurford, y  otros.
En el 2001 los ingresos de la Freedom House fueron de 11 millones de dólares, que se incrementaron a 26 millones en el 2006. Gran parte del crecimiento se debió a que del 2004 al 2005 el presupuesto del gobierno estadounidense a la Freedom House aumento de 12 a 20 millones de dólares. La financiación federal disminuyó a 10 millones en el 2007, pero aun así representaba 80 % del presupuesto del Freedom House.  La preponderancia de la financiación del gobierno federal estadounidense está considerada como "inusual, especialmente cuando la organización está involucrada en señalar y monitorizar los derechos humanos, la democracia y la libertad en el mundo, basándose en el principio de garantizar la independencia y una financiación creíble de los gobiernos".

## Reconocimientos
El expresidente demócrata de los Estados Unidos, Bill Clinton, hizo un elogio de la labor de Freedom House en un discurso pronunciado en 1995.